# کلید بهشت
کلید بهشت فیلمی به کارگردانی  و نویسندگی حسین مدنی محصول سال ۱۳۴۵ است.

## بازیگران
- ایرج رستمی
- سهیلا
- رفیع حالتی
- شهین
- نعمت اله پیشواییان
- اسداله یکتا
- علی محزون
- نریمان شیری فرد
- گیتی فروهر